# ライトニングトーク
ライトニングトーク（英: Lightning Talks; LT）とはカンファレンスやフォーラムなどで行われる短いプレゼンテーションのこと。イベントで「ライトニングトーク」と明示される場合は、それより長いプレゼンテーションも開催される。様々な形式があるが、持ち時間が5分という制約が広く共有されている。

## 歴史
形としてのライトニングトークは1997年のPythonカンファレンスで初めて行われたとされている。その時点では単に「ショートトーク」と呼ばれていた。「ライトニング（Lightning：稲妻、電光石火）」という言葉が用いられるようになったのは、2000年6月に行われたYAPC 19100 Conferenceからとされている。その後技術的なカンファレンスにおいて、この言葉が浸透するようになっていった。